# Willem Albarda

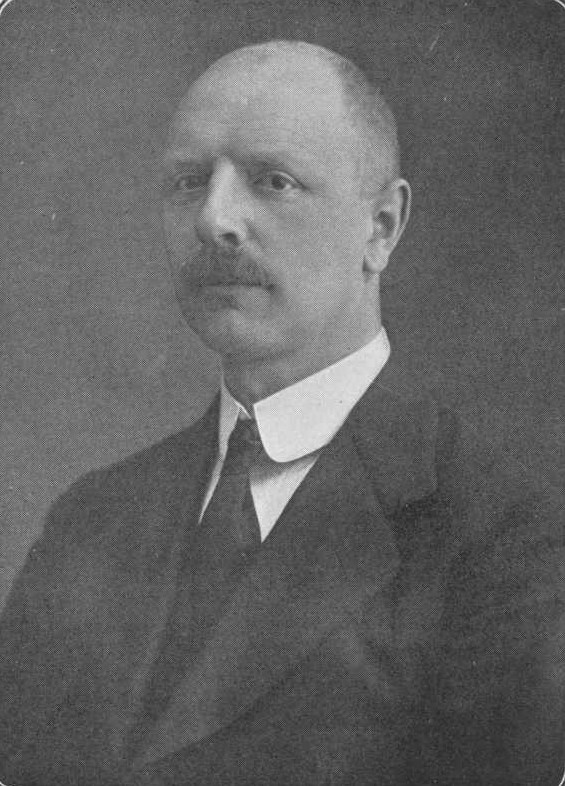
Johan Willem Albarda, um 1911

Johan Willem Albarda (* 5. Juni 1877 in Leeuwarden; † 19. April 1957 in Den Haag) war ein niederländischer Politiker (SDAP).
Albarda studierte Maschinenbau an der Technischen Hochschule in Delft. 1897 gründete er zusammen mit Theo van der Waerden die Delfter Sektion der Sociaal-Democratische Arbeiders Partij (SDAP). Von 1915 bis 1927 war er Mitglied des Rates von Den Haag.
1913 wurde Albarda ins niederländische Unterhaus gewählt, dem er bis 1939 als Abgeordneter angehörte. Von 1925 bis 1939 war er als Nachfolger von Pieter Jelles Troelstra zudem Vorsitzender der SDAP-Fraktion.
1939 trat Albarda als Arbeitsminister in das Kabinett De Geer II ein. Anlässlich der deutschen Besetzung der Niederlande im Mai 1940 floh Albarda zusammen mit dem Rest der niederländischen Regierung nach Großbritannien, wo er bis 1945 zur niederländischen Exilregierung gehörte. 
Von 1945 bis 1952 gehörte Albarda dem niederländischen Staatsrat (Raad van State) an.